# USCGC Mackinaw (WAGB-83)
USCGC Mackinaw (WAGB-83) je bil ledolomilec na Velikih jezerih.
V uporabi je bil od leta 1944 do leta 2006, sedaj pa je na ogled kot muzejska ladja.
Dolg je 88 metrov, težak 5.252 t in je lahko dosegel hitrost 15 vozlov (28 km/h).